# Delegati dalla Florida al Congresso degli Stati Uniti d'America

Distretti della Florida dal 2023

Sin dall'ingresso della Florida negli Stati Uniti d'America, nel 1845, è rappresentata al Congresso degli Stati Uniti da una delegazione al Senato e alla Camera dei rappresentanti. Ogni stato elegge due senatori con mandati di sei anni, a prescindere dalla popolazione dello stato; quelli della Florida appartengono alle classi 1 e 3. Elegge inoltre un numero di rappresentanti alla Camera in maniera proporzionale alla popolazione, ogni due anni; nel corso della sua storia come stato, la Florida ha avuto una rappresentanza variata da 1 a 28 deputati; attualmente elegge 28 deputati alla Camera, numero cresciuto di una unità in seguito al censimento del 2020. Lo stato ha avuto un costante incremento della popolazione dal 1933, pertanto ogni 10 anni ha visto incrementare la propria rappresentanza di almeno un ulteriore seggio. Prima di divenire uno stato, dal 1822 al 1845 il Territorio della Florida eleggeva un unico deputato alla Camera, rappresentante per tutto il territorio.

## Camera dei rappresentanti

### Delegati attuali
La delegazione alla camera dei rappresentanti ha un totale di 28 membri in carica, 20 repubblicani e 8 democratici.
| Distretto | Rappresentante             | Partito      | CPVI (2025) | Inizio mandato  | Mappa del distretto |
| --------- | -------------------------- | ------------ | ----------- | --------------- | ------------------- |
| 1°        | Jimmy Patronis             | Repubblicano | R+18        | 2 aprile 2025   |                     |
| 2°        | Neal Dunn                  | Repubblicano | R+8         | 3 gennaio 2017  |                     |
| 3°        | Kat Cammack                | Repubblicano | R+10        | 3 gennaio 2021  |                     |
| 4°        | Aaron Bean                 | Repubblicano | R+5         | 3 gennaio 2023  |                     |
| 5°        | John Rutherford            | Repubblicano | R+10        | 3 gennaio 2017  |                     |
| 6°        | Randy Fine                 | Repubblicano | R+14        | 2 aprile 2025   |                     |
| 7°        | Cory Mills                 | Repubblicano | R+5         | 3 gennaio 2023  |                     |
| 8°        | Mike Haridopolos           | Repubblicano | R+11        | 3 gennaio 2025  |                     |
| 9°        | Darren Soto                | Democratico  | D+4         | 3 gennaio 2017  |                     |
| 10°       | Maxwell Frost              | Democratico  | D+13        | 3 gennaio 2023  |                     |
| 11°       | Daniel Webster             | Repubblicano | R+8         | 3 gennaio 2011  |                     |
| 12°       | Gus Bilirakis              | Repubblicano | R+17        | 3 gennaio 2007  |                     |
| 13°       | Anna Paulina Luna          | Repubblicano | R+5         | 3 gennaio 2023  |                     |
| 14°       | Kathy Castor               | Democratico  | D+5         | 3 gennaio 2007  |                     |
| 15°       | Laurel Lee                 | Repubblicano | R+5         | 3 gennaio 2023  |                     |
| 16°       | Vern Buchanan              | Repubblicano | R+7         | 3 gennaio 2007  |                     |
| 17°       | Greg Steube                | Repubblicano | R+11        | 3 gennaio 2019  |                     |
| 18°       | Scott Franklin             | Repubblicano | R+14        | 3 gennaio 2021  |                     |
| 19°       | Byron Donalds              | Repubblicano | R+14        | 3 gennaio 2021  |                     |
| 20°       | Sheila Cherfilus-McCormick | Democratico  | D+22        | 18 gennaio 2022 |                     |
| 21°       | Brian Mast                 | Repubblicano | R+7         | 3 gennaio 2017  |                     |
| 22°       | Lois Frankel               | Democratico  | D+4         | 13 aprile 2013  |                     |
| 23°       | Jared Moskowitz            | Democratico  | D+2         | 3 gennaio 2023  |                     |
| 24°       | Frederica Wilson           | Democratico  | D+18        | 3 gennaio 2011  |                     |
| 25°       | Debbie Wasserman Schultz   | Democratico  | D+5         | 3 gennaio 2005  |                     |
| 26°       | Mario Díaz-Balart          | Repubblicano | R+16        | 3 gennaio 2003  |                     |
| 27°       | Maria Elvira Salazar       | Repubblicano | R+6         | 3 gennaio 2021  |                     |
| 28°       | Carlos A. Giménez          | Repubblicano | R+10        | 3 gennaio 2021  |                     |

## Senato degli Stati Uniti d'America
| Senatore                | Congresso               | Senatore               |
| Classe 1                | Congresso               | Classe 3               |
| ----------------------- | ----------------------- | ---------------------- |
| David Levy Yulee (D)    | 29 (1845–1847)          | James Westcott (D)     |
| David Levy Yulee (D)    | 30 (1847-1849)          | James Westcott (D)     |
| David Levy Yulee (D)    | 31 (1849-1851)          | Jackson Morton (W)     |
| Stephen Mallory (D)     | 32 (1851-1853)          | Jackson Morton (W)     |
| Stephen Mallory (D)     | 33 (1853-1855)          | Jackson Morton (W)     |
| Stephen Mallory (D)     | 34 (1855-1857)          | David Levy Yulee (D)   |
| Stephen Mallory (D)     | 35 (1857-1859)          | David Levy Yulee (D)   |
| Stephen Mallory (D)     | 36 (1859-1861)          | David Levy Yulee (D)   |
| Vacante                 | 36 (1859-1861)          | Vacante                |
| Vacante                 | 37 (1861-1863)          | Vacante                |
| Vacante                 | 38 (1863-1865)          | Vacante                |
| Vacante                 | 39 (1865-1867)          | Vacante                |
| Vacante                 | 40 (1867-1869)          | Vacante                |
| Adonijah Welch (R)      | 40 (1867-1869)          | Thomas W. Osborn (R)   |
| Abijah Gilbert (R)      | 41 (1869-1871)          | Thomas W. Osborn (R)   |
| Abijah Gilbert (R)      | 42 (1871-1873)          | Thomas W. Osborn (R)   |
| Abijah Gilbert (R)      | 43 (1873-1875)          | Simon B. Conover (R)   |
| Charles W. Jones (D)    | 44 (1875-1877)          | Simon B. Conover (R)   |
| Charles W. Jones (D)    | 45 (1877-1879)          | Simon B. Conover (R)   |
| Charles W. Jones (D)    | 46 (1879-1881)          | Wilkinson Call (D)     |
| Charles W. Jones (D)    | 47 (1881-1883)          | Wilkinson Call (D)     |
| Charles W. Jones (D)    | 48 (1883-1885)          | Wilkinson Call (D)     |
| Charles W. Jones (D)    | 49 (1885-1887)          | Wilkinson Call (D)     |
| Samuel Pasco (D)        | 50 (1887-1889)          | Wilkinson Call (D)     |
| Samuel Pasco (D)        | 51 (1889-1891)          | Wilkinson Call (D)     |
| Samuel Pasco (D)        | 52 (1891-1893)          | Wilkinson Call (D)     |
| Samuel Pasco (D)        | 53 (1893-1895)          | Wilkinson Call (D)     |
| Samuel Pasco (D)        | 54 (1895-1897)          | Wilkinson Call (D)     |
| Samuel Pasco (D)        | 55 (1897-1899)          | Stephen Mallory II (D) |
| Samuel Pasco (D)        | 56 (1899-1901)          | Stephen Mallory II (D) |
| James Taliaferro (D)    |                         | Stephen Mallory II (D) |
| 57 (1901-1903)          |                         | Stephen Mallory II (D) |
| 58 (1903-1905)          |                         | Stephen Mallory II (D) |
| 59 (1905-1907)          |                         | Stephen Mallory II (D) |
| 60 (1907-1909)          |                         | Stephen Mallory II (D) |
| William James Bryan (D) |                         |                        |
| William Hall Milton (D) |                         |                        |
| 61 (1909-1911)          | Duncan U. Fletcher (D)  |                        |
| Nathan P. Bryan (D)     | Duncan U. Fletcher (D)  | 62 (1911-1913)         |
| Nathan P. Bryan (D)     | Duncan U. Fletcher (D)  | 63 (1913-1915)         |
| Nathan P. Bryan (D)     | Duncan U. Fletcher (D)  | 64 (1915-1917)         |
| Park Trammell (D)       | Duncan U. Fletcher (D)  | 65 (1917-1919)         |
| Park Trammell (D)       | Duncan U. Fletcher (D)  | 66 (1919-1921)         |
| Park Trammell (D)       | Duncan U. Fletcher (D)  | 67 (1921-1923)         |
| Park Trammell (D)       | Duncan U. Fletcher (D)  | 68 (1923-1925)         |
| Park Trammell (D)       | Duncan U. Fletcher (D)  | 69 (1925-1927)         |
| Park Trammell (D)       | Duncan U. Fletcher (D)  | 70 (1927-1929)         |
| Park Trammell (D)       | Duncan U. Fletcher (D)  | 71 (1929-1931)         |
| Park Trammell (D)       | Duncan U. Fletcher (D)  | 72 (1931-1933)         |
| Park Trammell (D)       | Duncan U. Fletcher (D)  | 73 (1933-1935)         |
| Park Trammell (D)       | Duncan U. Fletcher (D)  | 74 (1935-1937)         |
| Scott Loftin (D)        | William Luther Hill (D) |                        |
| Charles O. Andrews (D)  | Claude Pepper (D)       |                        |
| Charles O. Andrews (D)  | Claude Pepper (D)       | 75 (1937-1939)         |
| Charles O. Andrews (D)  | Claude Pepper (D)       | 76 (1939-1941)         |
| Charles O. Andrews (D)  | Claude Pepper (D)       | 77 (1941-1943)         |
| Charles O. Andrews (D)  | Claude Pepper (D)       | 78 (1943-1945)         |
| Charles O. Andrews (D)  | Claude Pepper (D)       | 79 (1945-1947)         |
| Spessard Holland (D)    | Claude Pepper (D)       |                        |
| 80 (1947-1949)          | Claude Pepper (D)       |                        |
| 81 (1949-1951)          | Claude Pepper (D)       |                        |
| 82 (1951-1953)          | George Smathers (D)     |                        |
| 83 (1953-1955)          | George Smathers (D)     |                        |
| 84 (1955-1957)          | George Smathers (D)     |                        |
| 85 (1957-1959)          | George Smathers (D)     |                        |
| 86 (1959-1961)          | George Smathers (D)     |                        |
| 87 (1961-1963)          | George Smathers (D)     |                        |
| 88 (1963-1965)          | George Smathers (D)     |                        |
| 89 (1965-1967)          | George Smathers (D)     |                        |
| 90 (1967-1969)          | George Smathers (D)     |                        |
| 91 (1969-1971)          | Edward J. Gurney (R)    |                        |
| Lawton Chiles (D)       | Edward J. Gurney (R)    | 92 (1971-1973)         |
| Lawton Chiles (D)       | Edward J. Gurney (R)    | 93 (1973-1975)         |
| Lawton Chiles (D)       | 94 (1975-1977)          | Richard Stone (D)      |
| Lawton Chiles (D)       | 95 (1977-1979)          | Richard Stone (D)      |
| Lawton Chiles (D)       | 96 (1979-1981)          | Richard Stone (D)      |
| Lawton Chiles (D)       | 97 (1981-1983)          | Paula Hawkins (R)      |
| Lawton Chiles (D)       | 98 (1983-1985)          | Paula Hawkins (R)      |
| Lawton Chiles (D)       | 99 (1985-1987)          | Paula Hawkins (R)      |
| Lawton Chiles (D)       | 100 (1987-1989)         | Bob Graham (D)         |
| Connie Mack III (R)     | 101 (1989-1991)         | Bob Graham (D)         |
| Connie Mack III (R)     | 102 (1991-1993)         | Bob Graham (D)         |
| Connie Mack III (R)     | 103 (1993-1995)         | Bob Graham (D)         |
| Connie Mack III (R)     | 104 (1995-1997)         | Bob Graham (D)         |
| Connie Mack III (R)     | 105 (1997-1999)         | Bob Graham (D)         |
| Connie Mack III (R)     | 106 (1999-2001)         | Bob Graham (D)         |
| Bill Nelson (D)         | 107 (2001-2003)         | Bob Graham (D)         |
| Bill Nelson (D)         | 108 (2003-2005)         | Bob Graham (D)         |
| Bill Nelson (D)         | 109 (2005-2007)         | Mel Martinez (R)       |
| Bill Nelson (D)         | 110 (2007-2009)         | Mel Martinez (R)       |
| Bill Nelson (D)         | 111 (2009-2011)         | Mel Martinez (R)       |
| Bill Nelson (D)         | George LeMieux (R)      |                        |
| Bill Nelson (D)         | 112 (2011-2013)         | Marco Rubio (R)        |
| Bill Nelson (D)         | 113 (2013-2015)         | Marco Rubio (R)        |
| Bill Nelson (D)         | 114 (2015-2017)         | Marco Rubio (R)        |
| Bill Nelson (D)         | 115 (2017-2019)         | Marco Rubio (R)        |
| Rick Scott (R)          | 116 (2019-2021)         | Marco Rubio (R)        |
| Rick Scott (R)          | 117 (2021-2023)         | Marco Rubio (R)        |
| Rick Scott (R)          | 118 (2023-2025)         | Marco Rubio (R)        |
| Rick Scott (R)          | 119 (2025-2027)         | Ashley Moody (R)       |